# Dirks Paulun
Dirks Paulun (* 10. Dezember 1903 in Shanghai; † 28. Juli 1976 in Hamburg) war ein deutscher Dichter und Autor, der vorwiegend im Hamburger Missingsch schrieb.

## Leben

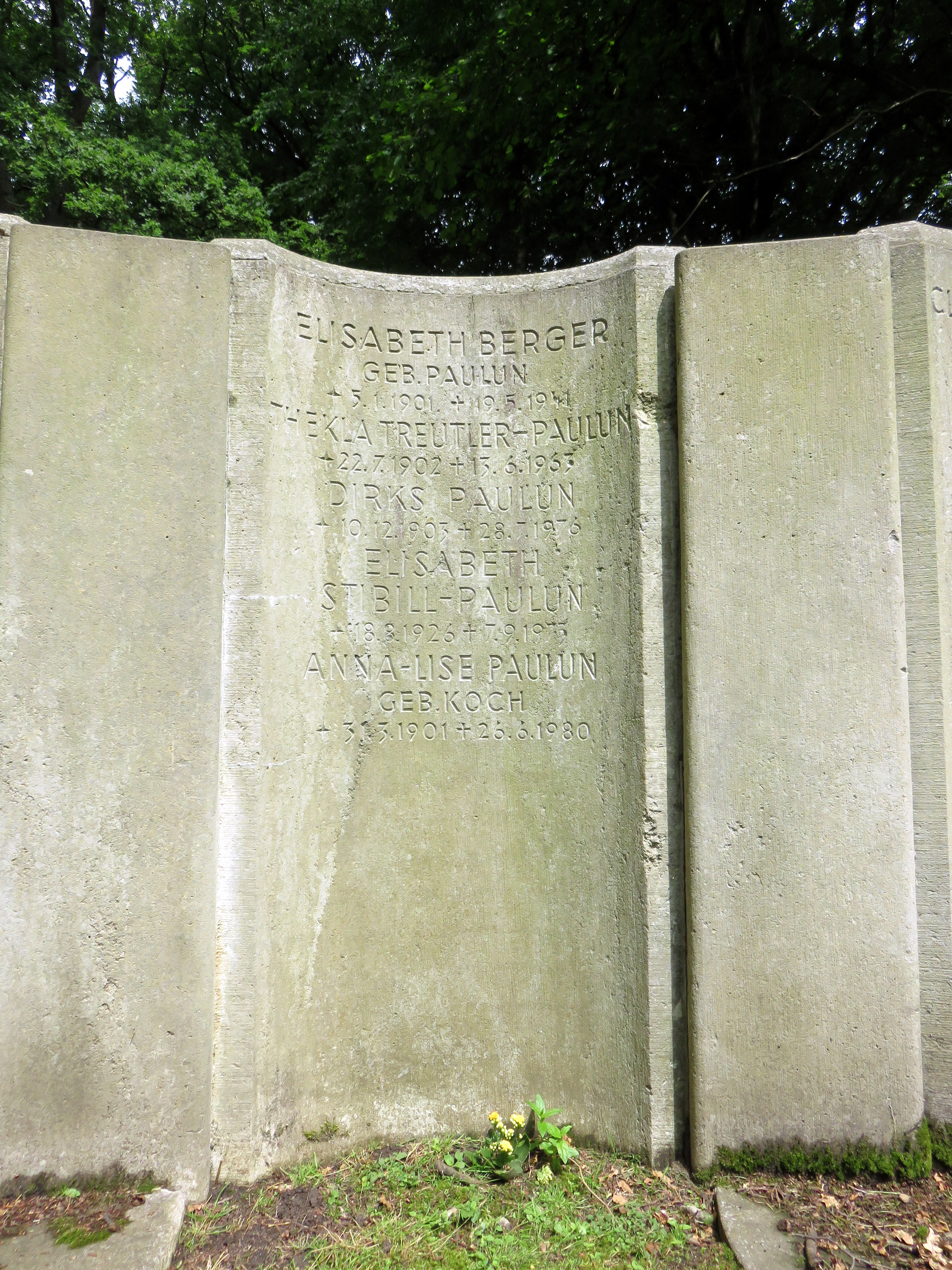
Inschrift in Grabwand Zedelius auf dem Friedhof Ohlsdorf

Der Sohn des Schiffsarztes Erich Paulun kam nach dem Tod seines Vaters zu seiner Großmutter nach Klein Flottbek. Er sollte ursprünglich Kaufmann werden und arbeitete auch in diesem Beruf im China-Export, schlug dann aber eine journalistische Laufbahn ein.
1931 wurde er Volontär und später Redakteur beim Segeberger Kreis- und Tageblatt. 1946 war er neben Hans Harbeck und Carl Bay einer der Mitbegründer des Kabaretts Wendeltreppe, in dem später auch Heinz Erhardt mitwirkte.
Seine seit 1948 im Hamburger Abendblatt veröffentlichten Kolumnen und „Döntjes“ sowie viele seiner Bücher verfasste er im Hamburger Missingsch. Er wurde als „Missingschprofessor“ bezeichnet.
Dirks Paulun war verheiratet, hatte eine Tochter und wurde auf der Grabstätte der Familie Zedelius auf dem Ohlsdorfer Friedhof im Planquadrat P 10 beigesetzt.

## Ehrungen
Im Hamburger Stadtteil Blankenese ist eine Straße nach ihm benannt.

## Werke (Auswahl)

### Schallplatten
- Aumblick Pause!, Gütersloh : Ariola, Athena, [1963]

### Bücher
- Kunst in Betrieb oder der große Musenkuppel, Göpner, Hamburg 1931
- Die vielseitige Nachtigall, H. Köhler, Hamburg 1939 (Neuausgaben 1947 u. 1954)
- Zwitschernd am Pflaumenbaum, H. Köhler, Hamburg 1944
- Nach dem Fest, Hermes, Hamburg 1948
- Missingsch, Köhler, Hamburg 1950
- Hömmazuh, Köhler, Hamburg 1951
- Ehmuntehm, Köhler, Hamburg, 1952
- St. Pauli, Chr. Wolff, Flensburg 1956
- Kleins Album foll Hamburch, Köhler, Hamburg 1958
- Die Wendeltreppe, Köhler, Hamburg 1960
- Aumblick Pause, Köhler, Hamburg 1962
- Lihbes Hamburch! schenkich Dihr, Zeichnungen Rudolf Wernitz, Köhler, Hamburg 1963
- Flug über Hamburg, Deutsche Luftbild KG, Hamburg 1967
- Hamburger Skizzen, zusammen mit Fritz Busse, Südwest-Verlag., München 1968
- Romantische Seefahrt, Westermann, Braunschweig 1969
- Missing Sex, Asmus, Hamburg 1970
- Halb und halb, Asmus, Hamburg 1971
- Triller und Pfiffe, Christians, Hamburg 1973
- Is doch gediegen, Broschek, Hamburg 1973
- Platt auf deutsch, Bruckmann, München 1974